# Psiloteredo senegalensis
Psiloteredo senegalensis is een tweekleppigensoort uit de familie van de Teredinidae. De wetenschappelijke naam van de soort is voor het eerst geldig gepubliceerd in 1824 door Blainville.